# Колавская, Анна
Анна Колавская (пол. Anna Koławska; род. 9 августа 1941) — польская актриса театра, оперетты, ревю, кабаре, кино и телевидения.

## Биография
Анна Колавская родилась в городе Стшельно. В 1959—1960 годах училась актёрство в Киношколе в Лодзи. Дебютировала в театре в 1963 году. Актриса театров в разных городах (Кошалин, Слупск, Торунь, Вроцлав, Варшава). Выступала в спектаклях «театра телевидения» в 1970–1989 годах. 

## Избранная фильмография
- 1970 — Кто верит в аистов? / Kto wierzy w bociany?
- 1975 — Её возвращение / Jej powrót
- 1976 — Большая система / Wielki układ
- 1976 — Дагни / Dagny
- 1989 — Моджеевская / Modrzejewska (только в 3-й серии)